# Paso a Desnivel
Paso a Desnivel är en ort i Mexiko.   Den ligger i kommunen Coatzacoalcos och delstaten Veracruz, i den sydöstra delen av landet, 500 km öster om huvudstaden Mexico City. Paso a Desnivel ligger 26 meter över havet och antalet invånare är 290.
Terrängen runt Paso a Desnivel är mycket platt. Havet är nära Paso a Desnivel åt nordost. Runt Paso a Desnivel är det tätbefolkat, med 427 invånare per kvadratkilometer. Närmaste större samhälle är Coatzacoalcos, 7,7 km öster om Paso a Desnivel. Omgivningarna runt Paso a Desnivel är en mosaik av jordbruksmark och naturlig växtlighet.